# Passaporto andorrano
Il passaporto andorrano è un documento di identità rilasciato ai propri cittadini dal Principato di Andorra per i loro viaggi all'estero.
Anche se i cittadini di Andorra non sono cittadini comunitari possono comunque utilizzare le corsie riservate all'UE, SEE e ai cittadini svizzeri all'atto dell'attraversamento delle frontiere esterne dello spazio Schengen invece di utilizzare i banchi per i cittadini di paesi terzi.

## Caratteristiche
La copertina è di colore è bordeaux con al centro un grosso stemma del Principato e la scritta " ANDORRA" sopra e la parola "PASSAPORT" sotto. Nel passaporto biometrico (e-passport) compare anche l'apposito simbolo